# Ориентационное вытягивание химических волокон
Ориентационное вытягивание химических волокон проводят на стадии формования и отделки волокна для увеличения прочности и устойчивости к многократным деформациям.

## Механизм вытягивания
При вытягивании и термической обработке волокон происходят повышение степени ориентации, дальнейшая кристаллизация и релаксация внутренних напряжений. Эффективное проведение ориентационного вытягивания и термической обработки возможно только при достаточной молекулярной подвижности полимера, то есть в высокоэластичном состоянии.

## Виды вытягивания
Ориентационное вытягивание может быть одно- и двухстадийным с общей кратностью вытяжки Kв, определяемой соотношением скоростей выхода v2 и входа v1 нитей в зоне вытягивания: Kв = v2/v1 Кратность вытяжки составляет от 1,3 до 12 и более, время процесса вытягивания, необходимое для структурных перестроек, составляет от сотых долей секунды до нескольких секунд. Ориентационное вытягивание приводит к повышению прочности и снижению деформативности (росту модуля деформации и уменьшению удлинения при разрыве). Однако одновременно увеличивается неравновесность структуры и возрастают внутренние напряжения, что вызывает усадочность волокон, особенно заметную при малых временах вытягивания.
Степень ориентации и механические свойства волокон возрастают до определенного предела, ограничиваемого величиной механического напряжения, приводящего к обрывам волокон в местах имеющихся дефектов.
В процессах ориентационное вытягивания и термической обработки микроструктура волокон существенно не изменяется, хотя может несколько увеличиться поперечная гетерогенность.
Для получения высоких механических свойствв волокон из гибкоцепных и некоторых полужесткоцепных полимеров необходимы максимальные, значения ориентационных вытяжек (3–12-кратные) и проведение термической обработки под значительным натяжением. Существенные особенности имеют структурные перестройки в волокнах на основе полужёсткоцепных и особенно жёсткоцепных полимеров, способных к переходу в жидко-кристаллическое состояние. С увеличением жёсткости макромолекул величина ориентационной вытяжки уменьшается или она полностью исключается. В то же время при термической обработке происходит самопроизвольное удлинение волокон, увеличение степени ориентации, снижение разнодлинности молекулярных цепей. Следствием этого является увеличение прочности, модуля деформации и снижение удлинения при разрыве. Важное свойство ориентированных полимеров — повышенная прочность при растяжении и жёсткость вдоль оси ориентации при сохранении достаточной гибкости. Это обусловлено тем, что вдоль оси ориентации работают главным образом химические связи, в перпендикулярном направлении — межмолекулярные. Так, теоретические значения σразр и модуля продольной упругости E для волокна составляют соответственно 20–30 и 250 ГПа; для технически ориентированных полимерных волокон σразр = 0,5–1,0 ГПа, E = 20–50 ГПа; для высокоориентированных волокон σразр 5–10 ГПа, E =100–150 ГПа, что близко к теоретическим значениям.